# Burg Steinhausen (Bad Schussenried)
Die Burg Steinhausen ist eine abgegangene Burg in Steinhausen, einem heutigen Stadtteil der Gemeinde Bad Schussenried im Landkreis Biberach in Baden-Württemberg.
Erbauer der Burg waren die Herren von Steinhausen, einem von 1239 bis 1407 erwähnten Niederadelsgeschlecht, was auf eine Erbauungszeit Anfang des 12. Jahrhunderts weist.
Von der nicht mehr lokalisierbaren Burganlage ist nichts mehr erhalten.